# Juliette Milette
Juliette Milette (Sœur Henri-de-la-Croix; * 17. Juni 1900 in Montreal; † 10. Oktober 1992) war eine kanadische Organistin, Musikpädagogin und Komponistin.

## Leben
Milette war Nonne in der Congrégation des Saints Noms de Jésus et de Marie. Sie studierte an der École supérieure de musique d’Outremont (später: École Vincent-d’Indy) Klavier bei Alfred La Liberté, Orgel bei Raoul Paquet und Komposition bei Claude Champagne und unterrichtete hier ab 1926 Solfège, Harmonielehre, Musikanalyse, Orgel, Chorgesang und gregorianischen Gesang. Sie erhielt 1933 das Lehrdiplom am Conservatoire national de Montreal und an der University of Montreal 1938 ein Diplom für gregorianischen Gesang.
Als Komponistin arbeitete Milette unter dem Pseudonym Rose de Montroy. Zum einhundertjährigen Bestehen ihrer Kongregation 1944
entstand ihr Oratorium Leur Maison. 1950 komponierte sie Notre-Dame du Canada für Orgel und Chor, und 1958 schrieb sie die Orgelbegleitung für das Cantuale ad Benedictionem SS. Sacramenti. Weitere Messen, Motetten, Hymnen, Orgel- und Chorwerke blieben unveröffentlicht. Außerdem verfasste Milette mehrere Lehrwerke und übersetzte Schriften von Boris Berlin.

## Schriften
- Formation pratique au chant grégorien, 1942
- Formation pratique à l’harmonisation, 1944
- La Mission spirituelle de la musique, 1950
- Principes élémentaires de la musique (Übersetzung: Keys to Music Rudiments von Boris Berlin), 1968
- Rythme et son (Übersetzung: Basics of Ear Training von Boris Berlin), 1969